# Willem Mudde
Willem Frederik Antonius Mudde (Amsterdam, 25 oktober 1909 - Den Haag, 31 augustus 1984) was een Nederlands organist, koordirigent, componist en muziekpedagoog.
Hij was zoon van typograaf Willem Frederik Antonius Mudde en Maria Heins. Hijzelf was in 1938 getrouwd met Christina Zwart, dochter van organist Jan Zwart. Uit het huwelijk kwamen een twee zonen voort:Hans Mudde (predikant na een studie theologie) en Willem Mudde (kunstenaar) en twee dochters: Elly Christina Mudde (kinderarts) en Regina (vroeg overleden).
Hij kreeg zijn basisopleiding bij Willem Créman en Jan Zwart. Hij werd vervolgens jaren achtereen organist bij Evangelisch-Lutherse Kerken, beginnend in 1927 in Purmerend en dan Hilversum (1932), Amsterdam (1937), Utrecht (1942) en vanaf 1966-1984 te Den Haag. In al die jaren was hij betrokken bij de vernieuwing van de kerkmuziek binnen die gemeenschap. Zo bracht hij in 1941 het boekwerkje Koor en orgel in den eeredienst uit. In 1942 begon hij een vervolgstudie aan de Hochschule für Kirchenmusik in Berlijn, die hij echter maar een paar maanden volgde. Dit was het gevolg van zijn bewustwording dat de Nederlandse en Duitse belevingswereld niet op elkaar aansloten.
In 1946 richtte hij samen met anderen de Lutherse Werkgroep voor Kerkmuziek op, waar hij later voorzitter van werd. De werkgroep verzorgde studieweken voor kerkmuziek (1951) en het tijdschrift voor kerkmuziek Musica Sacra; hij was tevens redacteur van dat blad. Hij was regelmatig via de NCRV op de radio te horen (Zondagavond en Muziek en dienst). Hij richtte in 1948 het Utrechts Motet Gezelschap op, werd er dirigent. Met dat koor voerde hij menig nieuwe gecomponeerd werk uit. Die belangstelling voor oude en nieuwe kerkmuziek vertaalde zich naar zijn beroep als pedagoog. Hij wist het Conservatorium van Utrecht zo ver te krijgen dat een vakopleiding kerkmuziek van de grond kwam; werd docent orgel en muziektheorie aan die instelling (1953), dat uitbouwend tot hoofddocent kerkmuziek. Hij beperkte zijn werkzaamheden binnen de Lutherse kerkmuziek niet tot Nederland; in 1955 was hij mede-organisator van het Internationale Lutherse Congres voor kerkmuziek in Amsterdam. Voorts was hij voorzitter van de Midden-Europese contactgroep evangelische kerkmuziek (vanaf 1970) en voorzitter van de internationale vereniging Ecclesia Cantans (1971).
Een verzameling artikelen door hem geschreven voor tijdschriften en muziekbladen is terug te vinden in In het hof der evangelische kerkmuziek, dat werd uitgegeven vanwege zijn gouden jubileum als kerkmusicus. Af en toe was hij ook actief als componist van bijvoorbeeld motetten en werken voor orgel.

## Onderscheidingen
Voor zijn werkzaamheden werd hij diverse malen onderscheiden:
- eredoctoraat muziekwetenschap Universiteit van Valparaiso vanwege gastcolleges
- idem Universiteit van Indiana (1965)
- International Church Award (Lutheran Brotherhood, 1965)
- ridder in de Orde van Oranje-Nassau (1971)
- festiviteiten ter nagedachtenis aan zijn 100e geboortejaar (2009) waaronder een muziekfestival in Woerden waarbij Ad van Pelt het totale orgeloeuvre van Mudde uitvoerde
- dissertatie van Jan Hage over Mudde (2017)

- Biografisch Portaal: 67802978
- Digitale Bibliotheek voor de Nederlandse Letteren: mudd005
- Gemeinsame Normdatei: 1149262796
- International Standard Name Identifier: 0000 0003 9616 9152
- Virtual International Authority File: 291094682